# Chionaema loloana
Chionaema loloana är en fjärilsart som beskrevs av Embrik Strand 1912. Chionaema loloana ingår i släktet Chionaema och familjen björnspinnare. Inga underarter finns listade i Catalogue of Life.